# Lucien Bouchard

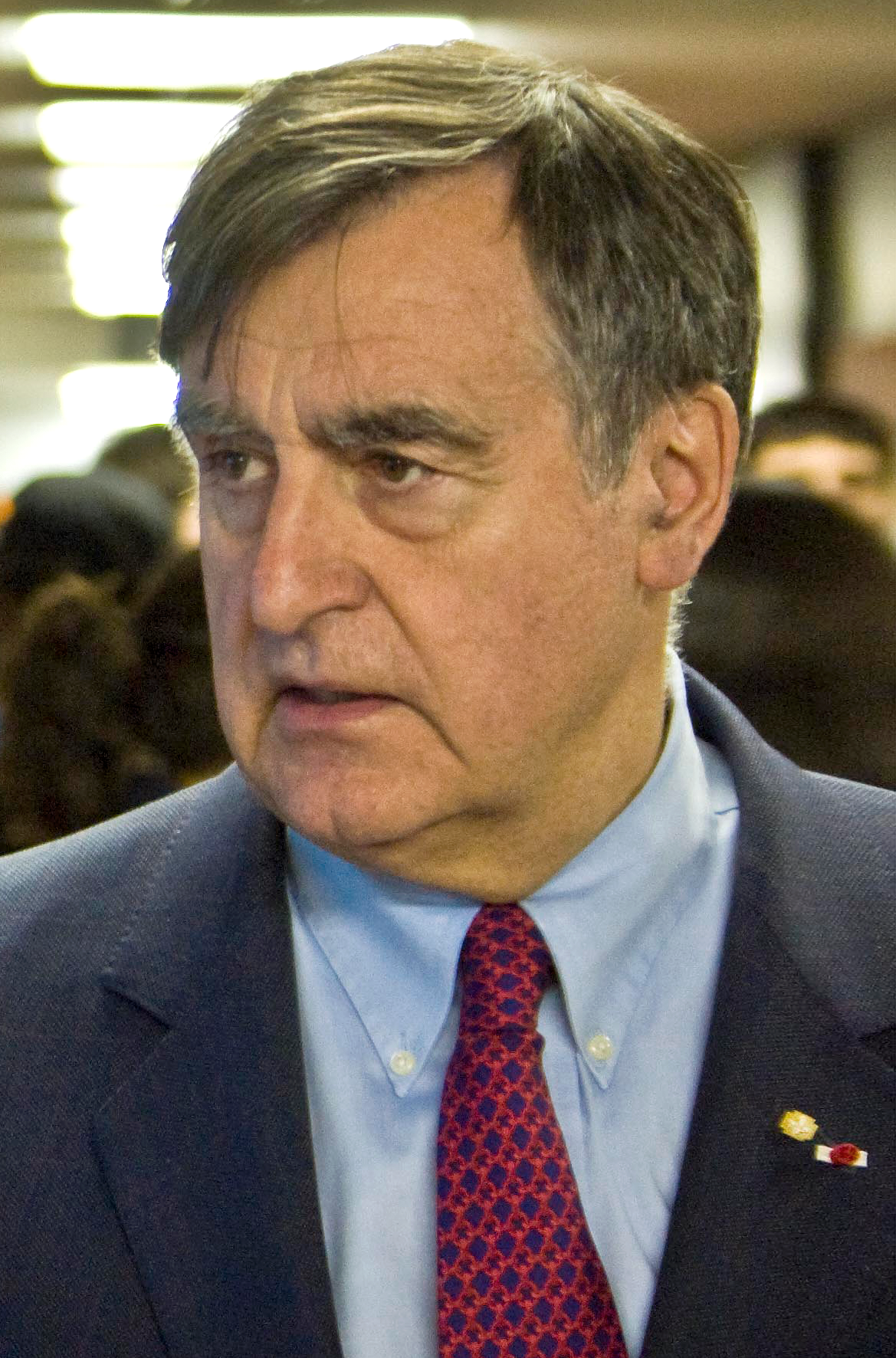
Lucien Bouchard (2009)

Lucien Bouchard, PC, GOQ (* 22. Dezember 1938 in Saint-Cœur-de-Marie (heute Teil von Alma), Québec) ist ein kanadischer Politiker, Diplomat und Rechtsanwalt. Von 1985 bis 1988 war er kanadischer Botschafter in Frankreich und gehörte danach als Umweltminister der progressiv-konservativen Bundesregierung von Brian Mulroney an. Aus Enttäuschung über das Scheitern einer Verfassungsreform, die der Provinz Québec mehr Rechte gegeben hätte, verließ er die Regierung, gründete die separatistische Partei Bloc Québécois und wurde deren erster Vorsitzender. 1995 leitete er die Ja-Kampagne vor dem Unabhängigkeitsreferendum, das mit einem Neinstimmen-Anteil von 50,58 % äußerst knapp scheiterte. Daraufhin wechselte er in die Provinzpolitik und war vom 29. Januar 1996 bis zum 8. März 2001 Premierminister Québecs; während dieser Zeit war er auch Vorsitzender der Parti Québécois.

## Biografie

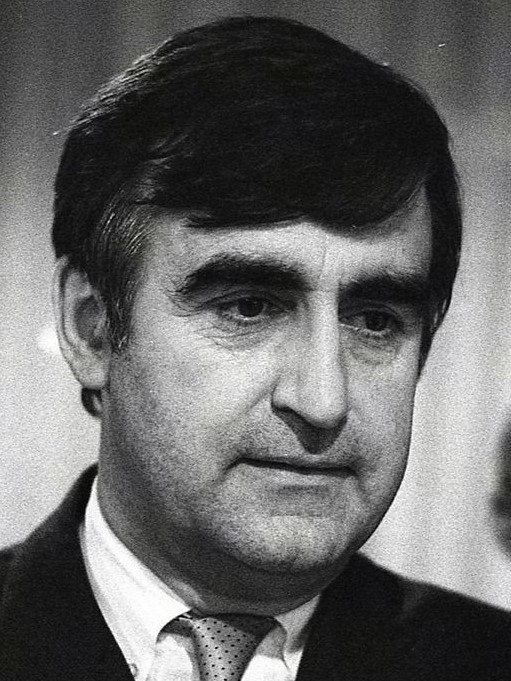
Lucien Bouchard (1990)

### Studium und Beruf
Bouchard studierte Sozialwissenschaft und Recht an der Université Laval. Er schloss 1964 mit dem Bachelor ab und erhielt im selben Jahr die Zulassung als Rechtsanwalt. Bis 1985 übte er seinen Beruf in Chicoutimi aus. Von 1970 bis 1976 war er Präsident des Schiedsgerichts im Bildungswesen der Provinz Québec. Robert Bourassa, der Premierminister von Québec, setzte 1974 eine überparteiliche Kommission ein, um die Ursachen von Gewalt und Korruption in der Bauwirtschaft zu untersuchen, insbesondere bei den Wasserkraft-Projekten in der Region um die James Bay. Einer der Kommissionsmitglieder war Brian Mulroney, der Bouchard zu seinem Berater ernannte. Die Untersuchung deckte Verstrickungen der organisierten Kriminalität bei Gewerkschaften und Bauunternehmen auf. Anschließend war Bouchard als Chefunterhändler der Provinzregierung bei Verhandlungen mit Gewerkschaften tätig.

### Diplomatie und Bundespolitik
Während seiner gesamten politischen Karriere trat Bouchard für die Unabhängigkeit Québecs ein. 1971 trat er der Parti Québécois bei. 1980 unterstützte er aktiv das erste Unabhängigkeitsreferendum, das jedoch mit rund 60 % Ablehnung scheiterte. 1984 wurde Bouchards enger Freund Brian Mulroney neuer Premierminister Kanadas. Dieser ernannte ihn im Juli 1985 zum Botschafter in Frankreich. Als solcher leitete Bouchard auch die Vorbereitungen für den zweiten Frankophonie-Gipfel, der 1987 in der Stadt Québec stattfand. Bis März 1988 blieb er als Botschafter im Amt.
Trotz seiner separatistischen Grundhaltung trat Bouchard der Progressiv-konservativen Partei bei (prinzipiell kein Widerspruch zu seiner Mitgliedschaft in der Parti Québécois, da in Kanada die Parteien auf Bundes- und Provinzebene getrennt sind). Er war überzeugt davon, der von Mulroney initiierte Meech Lake Accord, der verschiedene Verfassungsänderungen vorsah, werde Québec mehr Souveränität bringen. Er gewann am 20. Juni 1988 eine Nachwahl im Wahlkreis Lac-Saint-Jean und zog als Abgeordneter ins Unterhaus ein. Bei der Unterhauswahl 1988, die im November folgten, setzte er sich klar durch. Ab Dezember 1988 gehörte er als Umweltminister dem Kabinett an.
Die Regierungen der Provinzen Manitoba und Neufundland ratifizierten den Meech Lake Accord nicht vor dem vereinbarten Termin. Als eine von Jean Charest angeführte Kommission mehrere Änderungen vorschlug, um das Scheitern des Abkommens abzuwenden, trat Bouchard am 21. Mai 1990 aus Protest von seinem Ministerposten zurück und widerrief auch seine Mitgliedschaft in der Progressiv-konservativen Partei. Im Juni 1991 gründete er zusammen mit gleichgesinnten Unterhausabgeordneten den Bloc Québécois, der auf Bundesebene für die Unabhängigkeit Québecs eintreten sollte. Bouchard wurde der erste Vorsitzende der neuen Partei.
Die Parti Québécois unterstützte den Wahlkampf des Bloc Québécois bei der Unterhauswahl 1993, um das Ziel der Unabhängigkeit Québecs rascher erreichen zu können. Kandidaten des Bloc Québécois setzten sich in 54 von 75 Wahlkreisen der Provinz Québec durch. Obwohl die Partei ausschließlich in Québec antrat, war sie so erfolgreich, dass sie zweitstärkste Kraft im Unterhaus wurde und Bouchard somit die Rolle des Oppositionsführers übernehmen konnte.

### Unabhängigkeitsreferendum
Im September 1994 wurde Jacques Parizeau neuer Premierminister Québecs und versprach, in einem Jahr ein zweites Referendum über die Unabhängigkeit Québecs durchzuführen. Bouchard, der diese Kampagne von Anfang an unterstützte, erkrankte im Dezember 1994 an nekrotisierender Fasziitis. Nur durch die Amputation eines Beins konnte sein Leben gerettet werden. Seine Genesung und seine öffentlichen Auftritte an Krücken lösten eine Welle des Mitgefühls aus. Bouchard übernahm von Parizeau die Leitung der bisher schleppend verlaufenden Kampagne und gab ihr neuen Schwung. Das Referendum wurde am 30. Oktober 1995 durchgeführt und endete mit einer äußerst knappen Niederlage der separatistischen Provinzregierung: 50,58 % sprachen sich gegen die Unabhängigkeit aus.

### Premierminister von Québec
Nach dieser Niederlage kündigte Jacques Parizeau seinen bevorstehenden Rücktritt an. Bouchard wiederum gab Mitte Januar 1996 sein Unterhausmandat auf und wandte sich von der Bundespolitik ab. Am 27. Januar wurde er zum Vorsitzenden der Parti Québécois gewählt, zwei Tage später übernahm er das Amt des Provinzpremiers. Bei einer Nachwahl im Wahlkreis Jonquière am 19. Februar sicherte er sich ein Mandat in der Nationalversammlung von Québec.
Als Premierminister Québecs maß Bouchard der Unabhängigkeitsfrage weitaus weniger Bedeutung bei als sein Vorgänger. Wiederholt betonte er, er werde kein neues Referendum durchführen lassen, solange sich die wirtschaftlichen Rahmenbedingungen nicht deutlich verbessert hätten. Diese Haltung brachte ihm viel Kritik von Hardlinern innerhalb der Parti Québécois ein. Bouchard verfolgte eine „Null-Defizit-Politik“ und wandte sich vom Keynesianismus ab, der die Provinzpolitik der letzten drei Jahrzehnte geprägt und zu einem substanziellen Defizit geführt hatte. Bouchard gelang es, das Budget ausgeglichen zu gestalten. Dies erreichte er vor allem mit Einsparungen im Gesundheitswesen. Ebenfalls umstritten waren seine Pläne, die Gemeindestrukturen durch umfangreiche Fusionen zu reformieren.

### Rückzug aus der Politik
Am 8. März 2001 trat Bouchard als Premierminister und Parteivorsitzender zurück, sein Nachfolger wurde Bernard Landry. Er begann, in der auf Wirtschafts- und Unternehmensrecht spezialisierten Kanzlei Davies Ward Phillips & Vineberg wieder als Rechtsanwalt zu arbeiten. Er ist Vorsitzender des Orchestre symphonique de Montréal und Mitglied von Verwaltungsräten verschiedener Unternehmen. Im April 2004 gehörte er zu den Gründern des Zentrums für internationale Studien der Université de Montréal. Im Oktober 2005 veröffentlichte er mit elf Mitautoren das Manifest „Pour un Québec lucide“ (Für ein klares Québec), worin die Bevölkerung Québecs auf die demografischen, wirtschaftlichen und kulturellen Herausforderungen der Zukunft aufmerksam gemacht wird.
2021 wurde ihm die Ehrenbürgerschaft der Stadt Montreal verliehen.

## Werke
- Lucien Bouchard mot à mot. Éditions Stanké, Montréal 1996, ISBN 2-7604-0534-6.
- À visage découvert. Éditions du Boréal, Montréal 1992, ISBN 2-89052-479-5.